# Битва при Ямынь
Битва при Ямыне (кит. трад. 厓門戰役, упр. 崖门战役, также известна как сражение у горы Яшань; кит. трад. 厓山海戰, упр. 崖山海战) произошла 19 марта 1279 года и рассматривается как последняя битва Южной Сун против вторгшихся монгольских завоевателей.
Место битвы локализуют у посёлка Ямэнь района Синхуэй городского округа Цзянмынь, провинция Гуандун, КНР.

## Ход событий
Большая часть южного Китая (включая столицу Ханчжоу) с 1276 года уже была завоевана монголами под предводительством Хубилая. Правители династии Сун попытались переломить ситуацию в морском сражении в районе дельты Жемчужной реки. 
Несмотря на многократное численное превосходство сил Сун, битва стала для них катастрофой, унесшей более 100 000 человек. 
Премьер-министр и императорский советник Лу Сюфу, осознавая безнадежность ситуации, взял маленького императора Сун Бина и прыгнул в реку около Яшаня, намереваясь лишить себя и своего правителя жизни. Этот акт был задуман как знак сопротивления и непреклонности перед лицом иностранцев. Это положило конец династии Сун, правившей 314 лет, и ознаменовало начало правления династии Юань.